# Municipio Villa Rivero
Das Municipio  Villa Rivero  ist ein Verwaltungsbezirk im Departamento Cochabamba im südamerikanischen Anden-Staat Bolivien.

## Lage im Nahraum
Das Municipio  Villa Rivero  ist eines von fünf Municipios der Provinz Punata. Es grenzt im Westen an die Provinz Germán Jordán, im Südwesten an die Provinz Esteban Arce, im Südosten an das Municipio Cuchumuela, im Osten an das Municipio Tacachi, im Nordosten an die Provinz Arani und im Norden an das Municipio Punata.
Der zentrale Ort des Municipios ist Villa Rivero (auch: Pueblo Originario Aramasi) mit 1858 Einwohnern im nordwestlichen Teil des Municipios. (Volkszählung 2012)

## Geographie
Das Municipio Villa Rivero liegt im Übergangsbereich zwischen dem bolivianischen Altiplano im Westen und dem bolivianischen Tiefland im Osten.
Die mittlere Durchschnittstemperatur der Region liegt bei knapp 18 °C (siehe Klimadiagramm Cochabamba) und schwankt nur unwesentlich zwischen 14 °C im Juni und Juli und 20 °C im November. Der Jahresniederschlag beträgt etwa 450 mm, bei einer ausgeprägten Trockenzeit von Mai bis September mit Monatsniederschlägen unter 10 mm und einer Feuchtezeit von Dezember bis Februar mit 90 bis 110 mm Monatsniederschlag.

## Bevölkerung
Die Einwohnerzahl ist zwischen 1992 und 2024 um etwa zwei Drittel angestiegen:
| Jahr | Einwohner | Quelle       |
| ---- | --------- | ------------ |
| 1992 | 5949      | Volkszählung |
| 2001 | 5857      | Volkszählung |
| 2012 | 8135      | Volkszählung |
| 2024 | 8551      | Volkszählung |

Die Bevölkerungsdichte des Municipios bei der letzten Volkszählung von 2012 betrug 83,8 Einwohner/km², der Anteil der städtischen Bevölkerung liegt bei 0 Prozent. Die Lebenserwartung der Neugeborenen lag im Jahr 2001 bei 64,0 Jahren.
Der Alphabetisierungsgrad bei den über 19-Jährigen beträgt 70,9 Prozent, und zwar 88,3 Prozent bei Männern und 57,0 Prozent bei Frauen (2001).

## Politik
Ergebnis der Regionalwahlen (concejales del municipio) vom 4. April 2010:
| Wahl- berechtigte |  | Wahl- beteiligung | gültige Stimmen |  | MAS-IPSP | P.O.V.E. | MSM    | UN-CP  |
| ----------------- |  | ----------------- | --------------- |  | -------- | -------- | ------ | ------ |
| 5.487             |  | 4.741             | 3.378           |  | 1.318    | 1.091    | 579    | 390    |
|                   |  | 86,4 %            | 71,3 %          |  | 39,0 %   | 32,3 %   | 17,1 % | 11,5 % |

Ergebnis der Regionalwahlen (elecciones de autoridades políticas) vom 7. März 2021:
| Wahl- berechtigte |  | Wahl- beteiligung | gültige Stimmen |  | MAS-IPSP | SÚMATE  | MTS    | UNIDOS.CBBA | SOMOS  | C-A    |
| ----------------- |  | ----------------- | --------------- |  | -------- | ------- | ------ | ----------- | ------ | ------ |
| 5.246             |  | 4.425             | 3.700           |  | 2.775    | 393     | 143    | 93          | 72     | 67     |
|                   |  | 84,35 %           | 83,62 %         |  | 75,00 %  | 10,62 % | 3,86 % | 2,51 %      | 1,95 % | 1,81 % |

## Gliederung
Das Municipio ist nicht weiter in Kantone (cantones) untergliedert und besteht nur aus dem:
- 03-1401-01 Kanton Villa Rivero

## Ortschaften im Municipio Villa Rivero
- Kanton Villa Rivero
  - Villa Rivero 1858 Einw. – Aramasi 1750 Einw.